# Kaya Magan Cissé
Kaya Magan Cissé est un roi soninké du Ouagadou.
Il est, au IIIe siècle, le fondateur de la dynastie des Cissé Tounkara, qui domineront le royaume du Ouagadou, noyau de l'Empire du Ghana (VIIIe au XIIIe siècles). L'or est le fondement de la richesse du royaume et « kaya magan » signifierait « roi (ou maître) de l'or ».